# Еуфемија Кијевска
Еуфемија Владимировна (укр. Євфимія Володимирівна, рус. Евфимия Владимировна; умрла 4. априла 1139. године) је била угарска краљица, супруга Коломана (1095—1116).

## Биографија
Еуфемија је била ћерка Владимира II Мономаха, кијевског великог кнеза, од његове друге жене чије име није познато. Удала се за краља Коломана Угарског око 1112. године. Њен супруг, који је према Мађарској илустрованој хроници, патио од тешке болести, ухватио ју је у превари и послао назад у Кијев. Еуфемија је била трудна са Коломаном и у изгнанству је родила сина. Дала му је име Борис, по светом Борису, једном од првих канонизованих руских владара. Борис је рођен око 1114. године, а умро је 1153. или 1154. године. Никада није признат од стране свог оца, већ је као непризнати син живео на двору свога деде, све до смрти Коломановог сина Стефана, када је, током владавина његових наследника, Беле и Гезе, покушао да се домогне угарског престола. Умро је у служби византијског цара Манојла, са чијом нећаком је био ожењен. Еуфемија се замонашила у манастиру у близини Кијева. Тамо је и умрла 4. априла 1139. године.